# 駅東町 (彦根市)
駅東町（えきひがしちょう）は、滋賀県彦根市にある地名。

## 地理
彦根市の北東部に位置し、南に外町、他は古沢町と接している。

## 歴史
- 2017年（平成29年）11月25日 - 彦根駅東土地区画整理事業により、古沢町・里根町・外町・安清東町の各一部を分離し、駅東町を設置[1]。

## 世帯数と人口
2019年（平成31年）4月1日現在の世帯数と人口は以下の通りである。
| 町丁   | 世帯数  | 人口  |
| ------ | ------- | ----- |
| 駅東町 | 241世帯 | 484人 |

## 学区
市立小・中学校に通う場合、学区は以下の通りとなる。
| 番・番地等 | 小学校               | 中学校           |
| ---------- | -------------------- | ---------------- |
| 全域       | 彦根市立佐和山小学校 | 彦根市立東中学校 |

## 交通
- 国道8号
- 滋賀県道25号彦根近江八幡線
- 滋賀県道518号彦根城線

## 施設
- ケーズデンキ 彦根店

## その他

### 日本郵便
- 郵便番号 : 522-0010[3]（集配局：彦根郵便局[6]）。